# Scolopia
Scolopia é um género botânico pertencente à família Salicaceae.

## Espécies
- Scolopia braunii (Klotzsch) & Sleumer
- Scolopia buxifolia Gagnep.
- Scolopia chinensis (Lour.) Clos
- Scolopia crassipes Clos.
- Scolopia crenata (Wight & Arn.) Clos
- Scolopia erythrocarpa H. Perrier
- Scolopia lucida Wall. ex Kurz
- Scolopia mundii (Eckl. & Zeyh.) Warb.
- Scolopia oldhamii Hance
- Scolopia oreophila Killick
- Scolopia pusilla (Gaertn.) Willd.
- Scolopia rhinanthera
- Scolopia saeva (Hance) Hance
- Scolopia schreberi J.F.Gmel.
- Scolopia steenisiana Sleumer
- Scolopia zeyheri (Nees) Szyszyl.